# Aeoliscus strigatus
El Aeoliscus strigatus es un pez marino de la familia Centriscidae, suborden Syngnathoidei. 
Su nombre común es pez navaja, y su forma de nadar, posicionado verticalmente, es de las más peculiares.

## Morfología
Su forma es alargada, y su cuerpo está comprimido lateralmente. Tiene un sistema de placas transparentes que recubren su cuerpo, a modo de protección frente a predadores. Una mancha alargada en cada lado recorre todo el cuerpo atravesando el ojo. Su boca es muy estrecha y prominente. Su aleta caudal se ha reducido a una única espina rígida que en realidad es el primer radio de la aleta dorsal. El resto de radios tanto de la aleta dorsal como caudal se encuentran dentro del cuerpo del animal.
Tiene 3 espinas y 9-10 radios blandos dorsales, carece de espinas anales y cuenta con 12 radios blandos anales.
Su color varía con el hábitat, es verde aceitunado con la mancha marrón en zonas de algas, y plateado con la mancha negra en zonas rocosas o sustrato de arena.
Alcanza los 15 cm.

## Alimentación
Se nutre principalmente de pequeñas gambas e invertebrados, así como de micro crustáceos, copépodos y anfípodos,  que atrapa del zooplancton y del sustrato.

## Reproducción
Para algunos autores su dimorfismo sexual es desconocido, aunque otros apuntan que la hembra es de menor tamaño y tiene las aletas ventrales más largas y afiladas.
Es ovíparo y el desove sucede alrededor de la luna llena. Estando sometido a la periodicidad del ciclo lunar.

## Hábitat
Habita en aguas tropicales, entre 2 y 42 m de profundidad, asociado a arrecifes, en zonas interiores protegidas de las plataformas continentales. Forman "escuelas" que se protegen entre las ramas de los corales Acropora, y entre las púas de los erizos de la especie Diadema setosum.
Vive solitario o en grupos de hasta 100 individuos, que nadan sincronizadamente en posición vertical, lo que representa un verdadero espectáculo para los buceadores. 

## Distribución geográfica
Se distribuye tanto en el Océano Índico como en el Océano Pacífico. Es especie nativa de Australia, Camboya, China, Filipinas, India (isla de Andaman), Indonesia, Japón, Malasia, Mayotte, Micronesia, Nueva Caledonia, Palaos, Papúa Nueva Guinea, Seychelles, Tanzania, Taiwán, Vanuatu y Vietnam.

## Galería

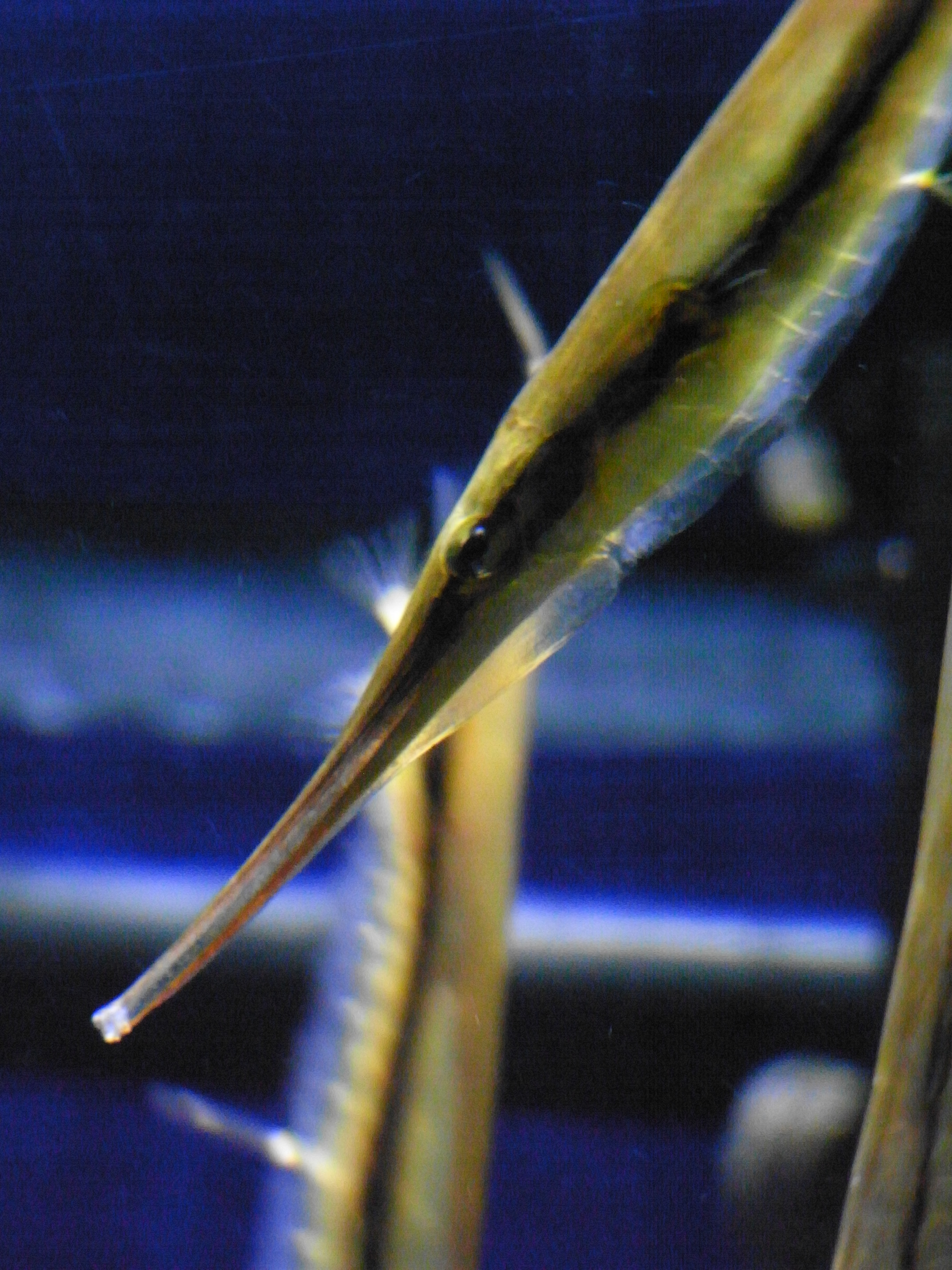
Vista de la cabeza
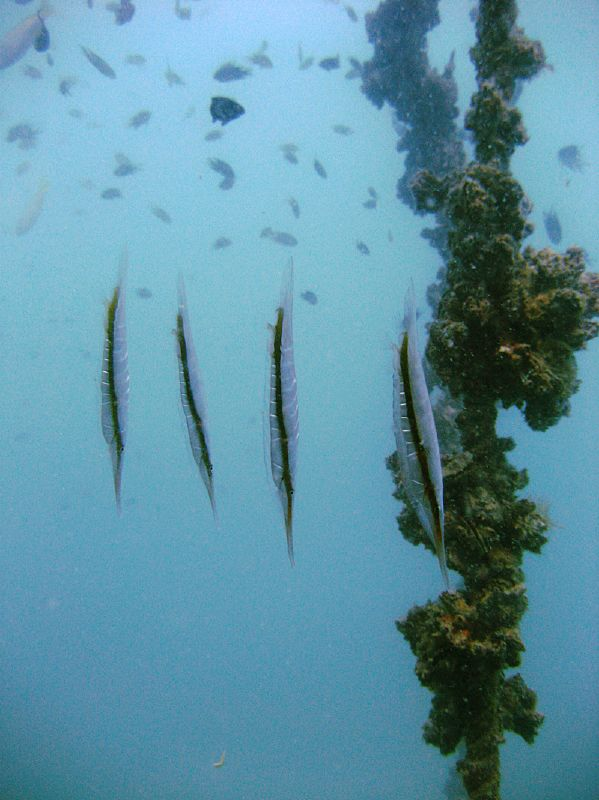
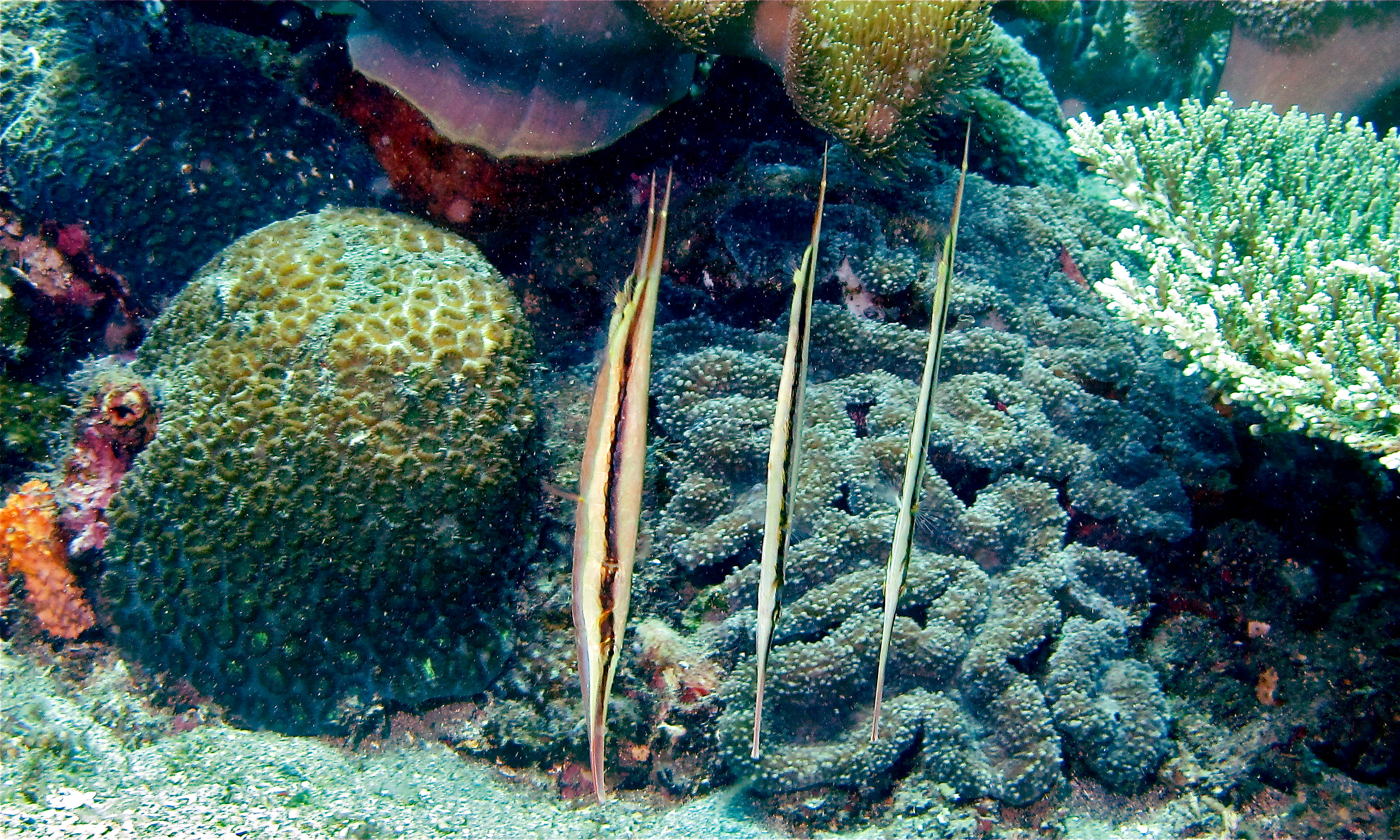
En el Estrecho de Lembeh, Indonesia
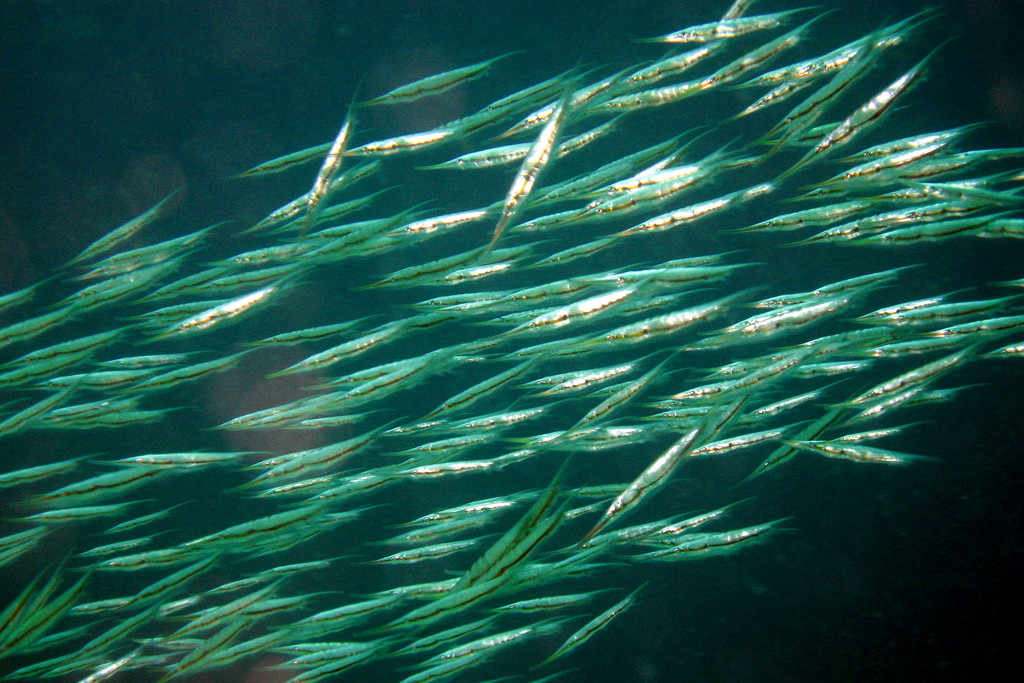
Cardumen de Aeoliscus strigatus en Cebú, Filipinas.
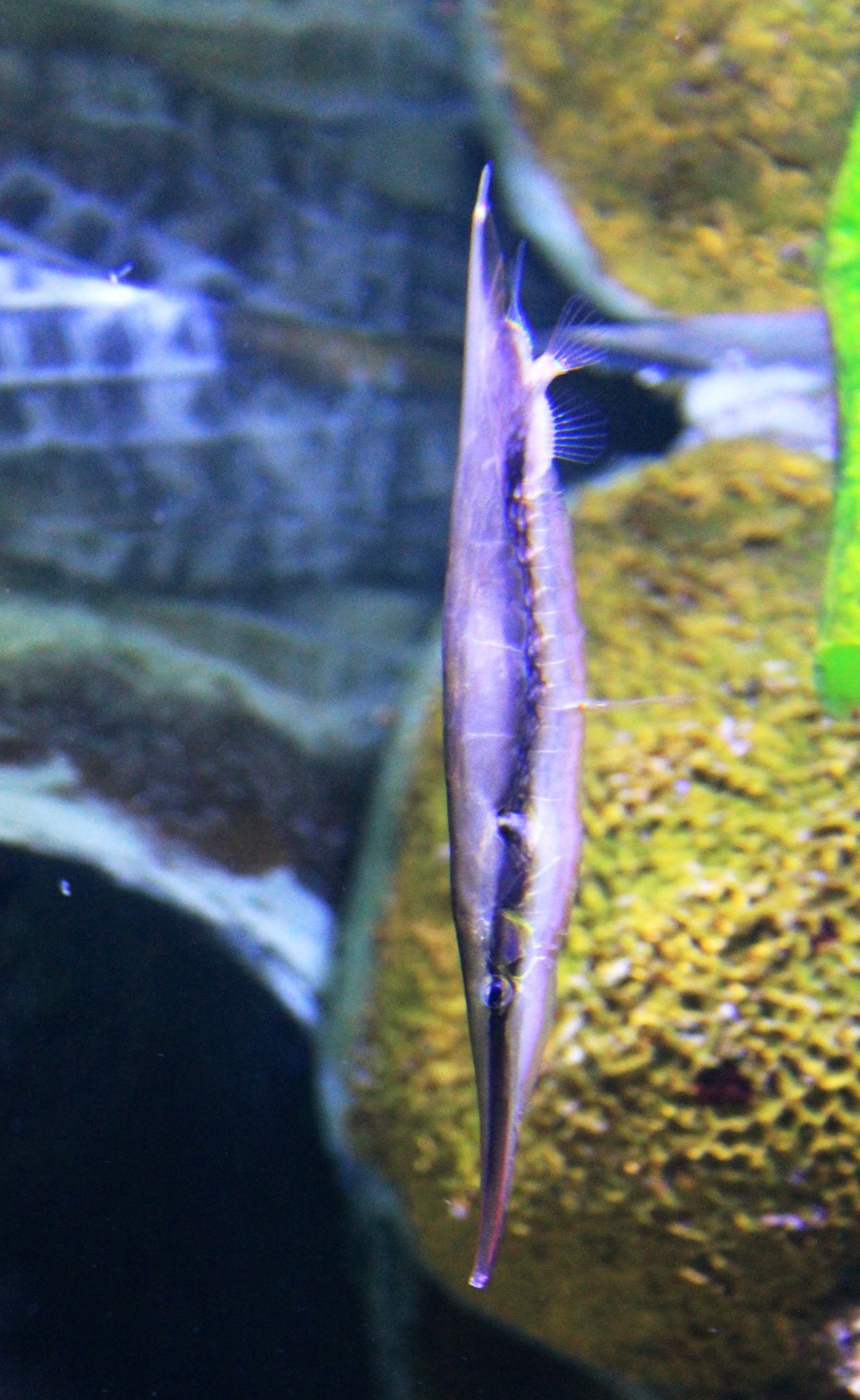
A.strigatus en el acuario de Praga.
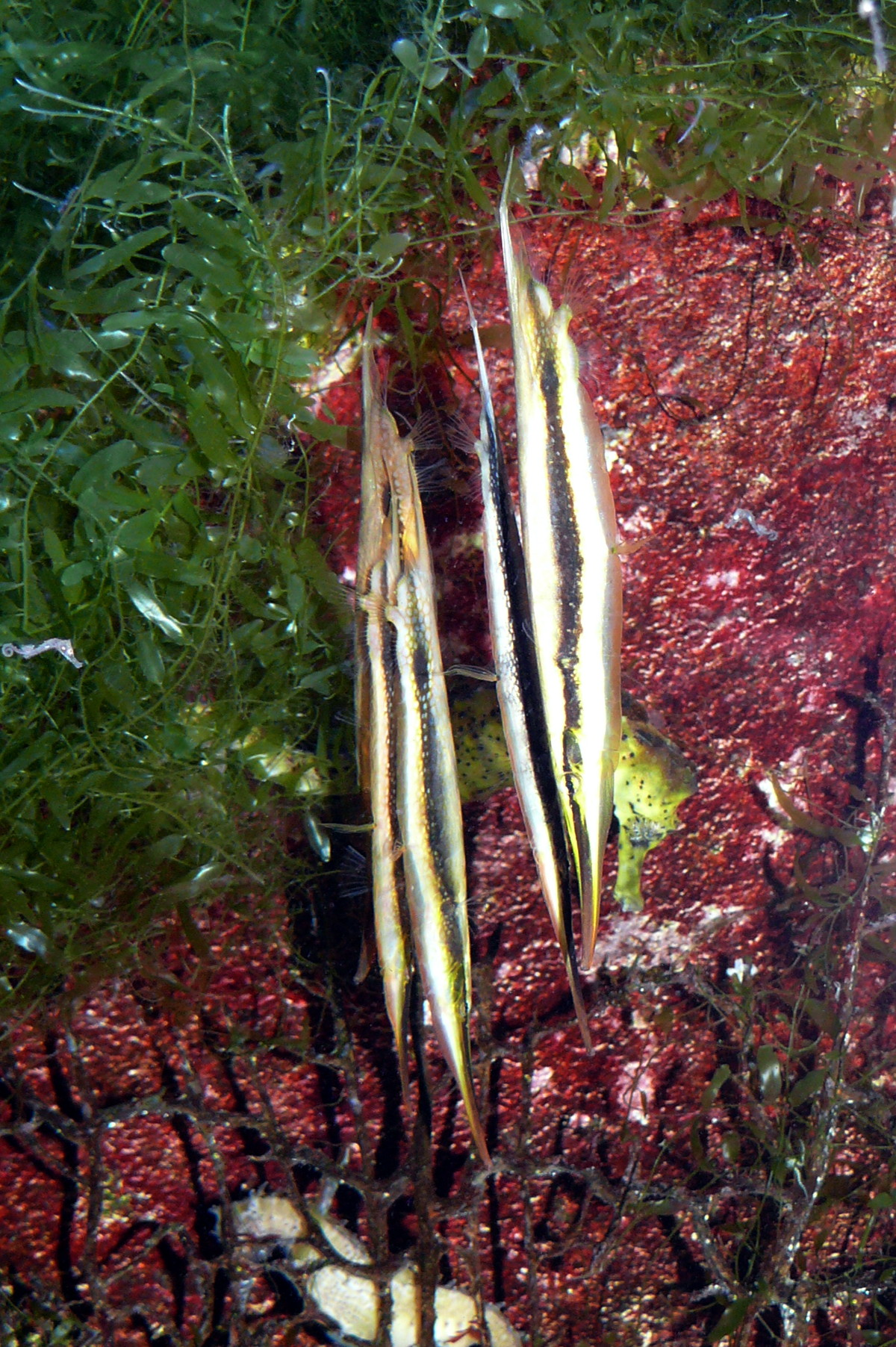
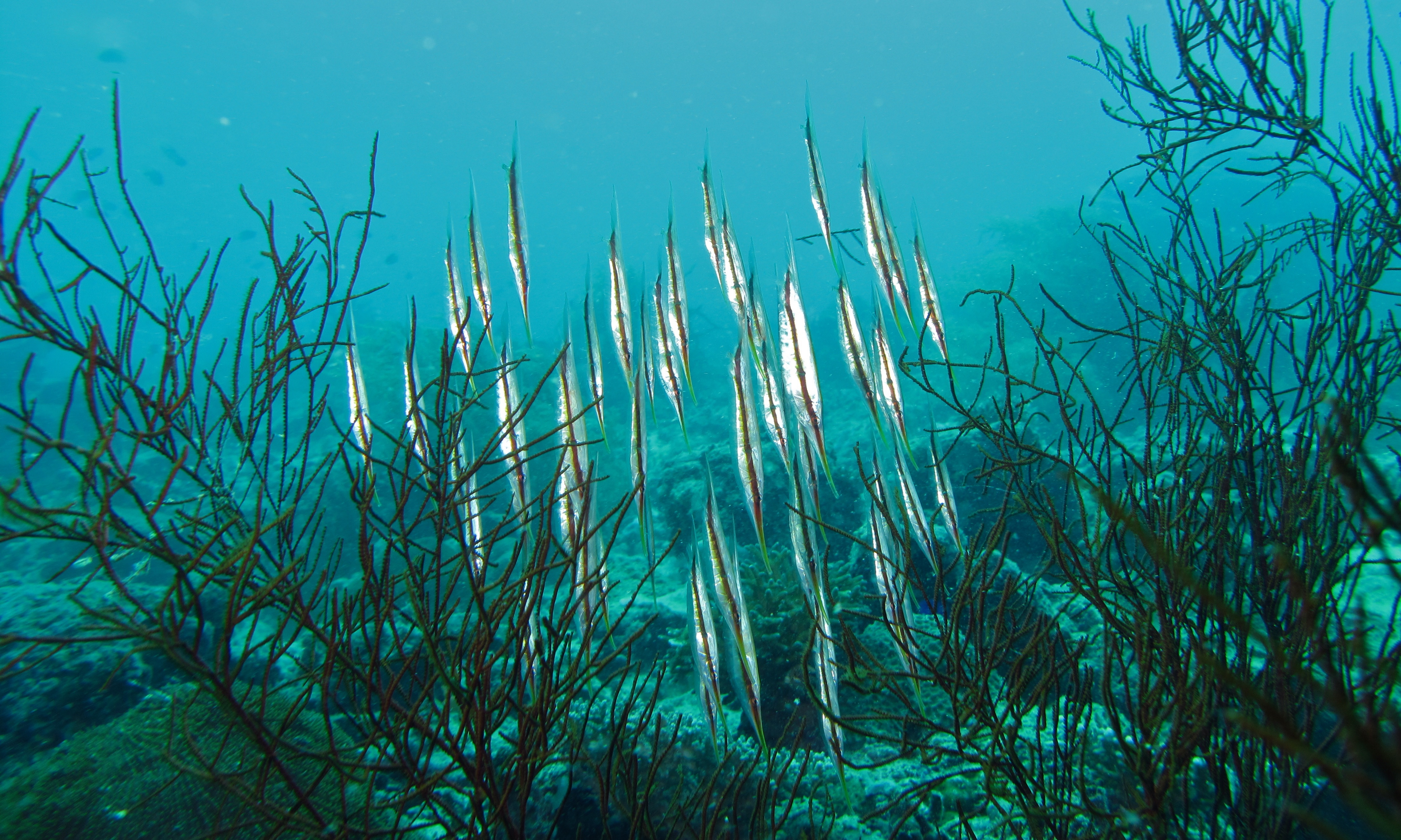
Grupo de A. strigatus en Sabah, Malasia
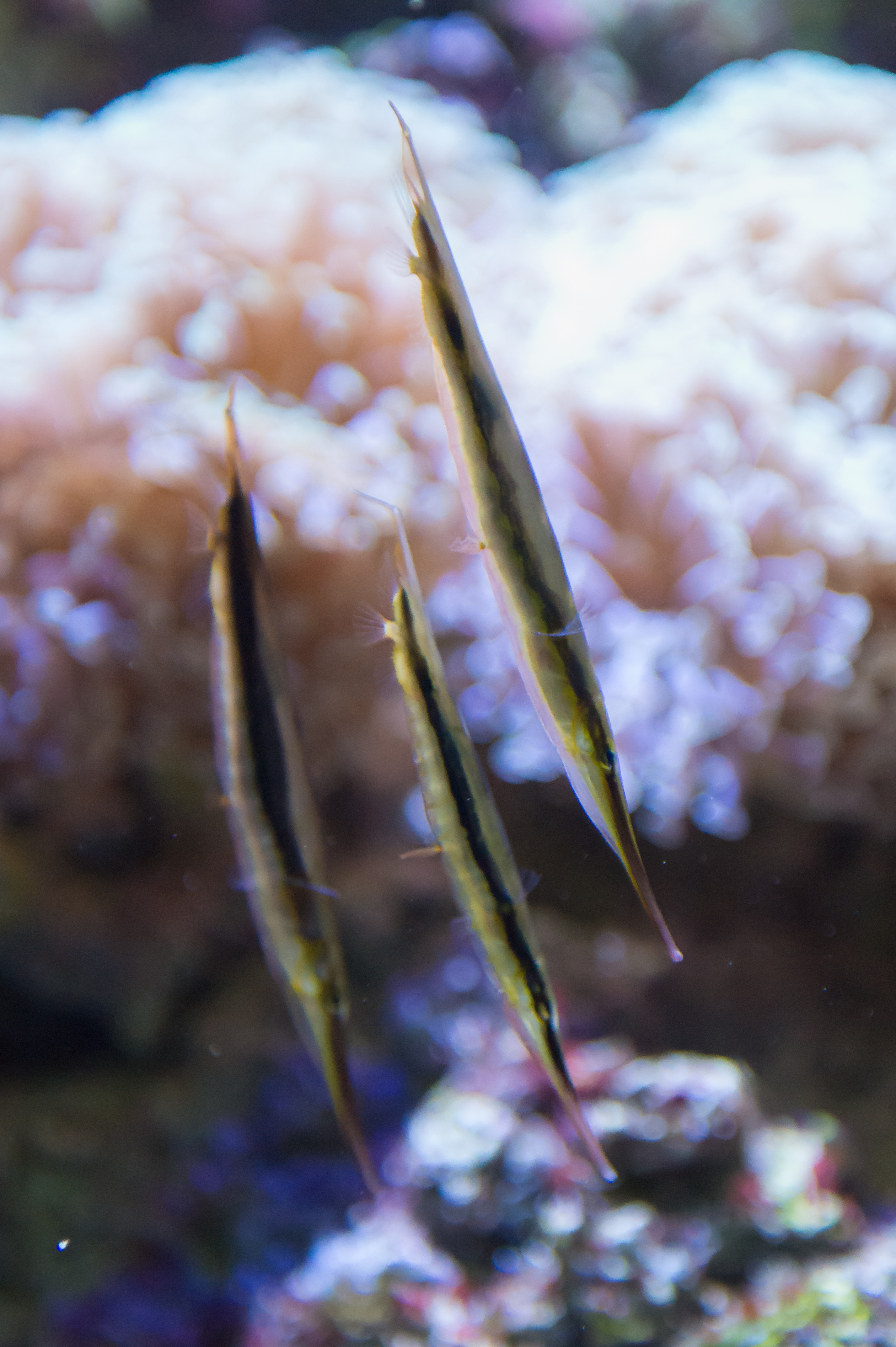
Trío en el Shedd Aquarium, Chicago